# Palazzo Bartolommei-De Rossi
Palazzo Bartolommei si trova in piazza Gaetano Salvemini 21 a Firenze, angolo via Fiesolana, su un lato che, prima del 1936, faceva parte di via Sant'Egidio (in un tratto che era chiamato "via dello Sprone"). 

## Storia e descrizione
Si tratta di un elegante palazzo con sobrie decorazioni settecentesche, frutto della riunificazione di varie case che sono documentate ai primi del Quattrocento come proprietà dei Del Grasso. Nel 1678 passò per eredità all'Ospedale degli Innocenti e venne tenuto a livello dagli Asini e dai Poltri. Nel 1773 fu venduto al marchese Girolamo Bartolommei, al quale si devono i lavori di definitiva riunificazione del fronte. 
Al di là dell'aspetto con il quale oggi l'edificio prospetta sulla piazza, il palazzo mostra uno sviluppo in pianta assolutamente particolare, che è stato oggetto di uno studio da parte di Gian Luigi Maffei, sulla base di un cabreo conservato nell'archivio storico dell'Ospedale degli Innocenti che ne descrive lo stato di fatto all'anno 1779: "la destinazione dei vani descritta nel cabreo fa supporre in quel momento un uso a palazzo senza che la conformazione compositiva fosse adeguata: la struttura e la posizione della scala, la ridotta organizzazione gerarchica dei vani mostrano un campione di edilizia che è rimasto congelato, fossilizzato in una fase del processo abitativo intermedio tra la corte - intesa come modificazione altomedioevale della domus - la corte mercantile e il palazzo prerinascimentale". 
Lungo il fronte su via Fiesolana è l'accesso carraio alla corte, dove era il pozzo e l'accesso alle stalle e alle rimesse.

## Bibliografia

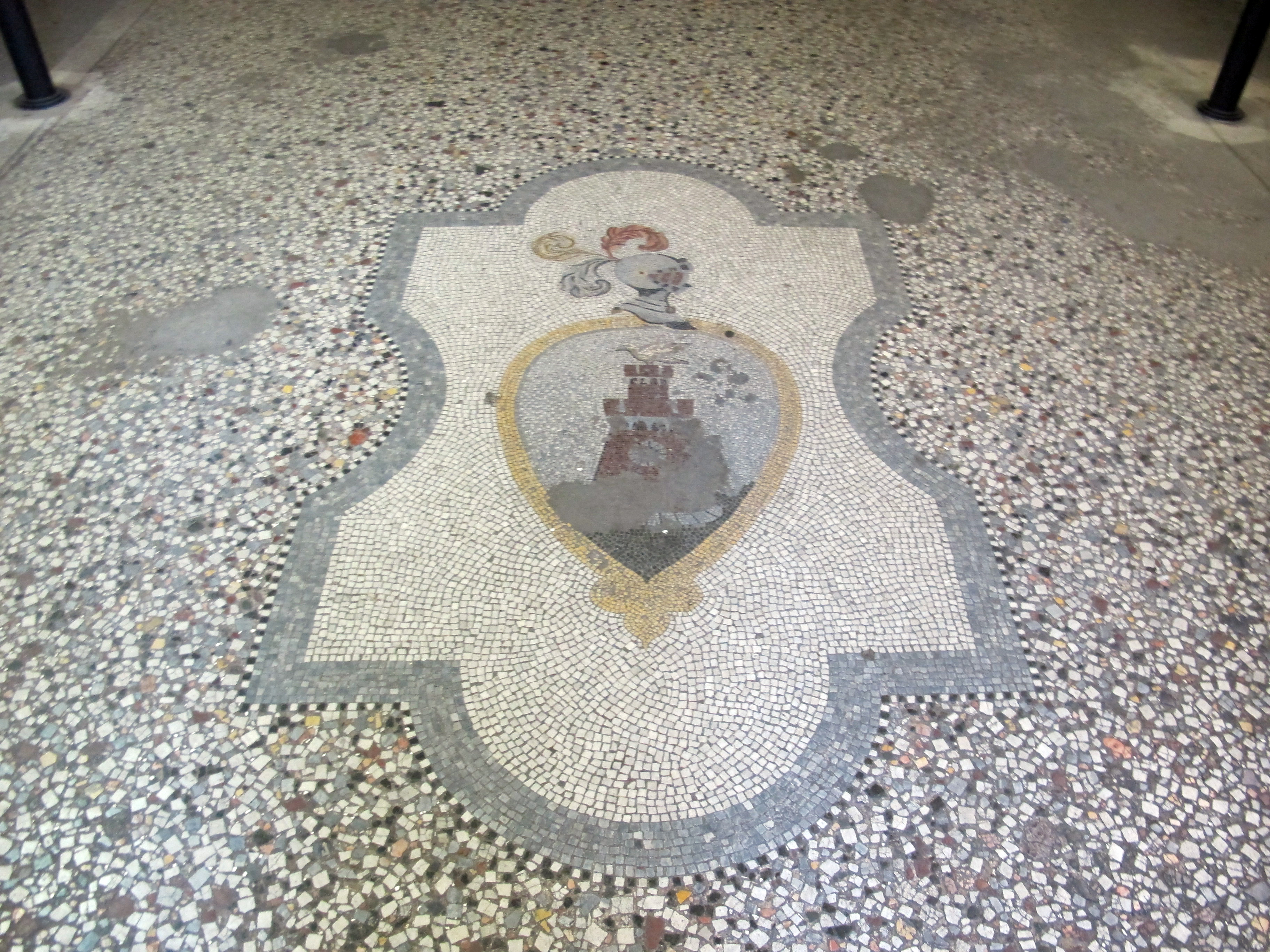
Mosaico sul pavimento dell'androne